# Pichler-Produktionsfunktion
Die Pichler-Produktionsfunktion ist in der betriebswirtschaftlichen Produktionstheorie eine 1953 von Otto Pichler aufgestellte Produktionsfunktion.

## Allgemeines
Produktionsfunktionen stellen einen Zusammenhang zwischen dem Einsatz von Produktionsfaktoren (englisch input) und der Ausbringung (englisch output) her, ihnen liegt eine Input-Output-Analyse zugrunde. Historische Grundlage war das Ertragsgesetz aus 1766, das man als „Typ A“ bezeichnete, nachdem Erich Gutenberg 1951 die Gutenberg-Produktionsfunktion (Typ B) formulierte. Im Anschluss an Gutenberg wurden weitere spezielle Typen von Produktionsfunktionen durch verschiedene Autoren vorgeschlagen. Wegen des impliziten Alleinvertretungsanspruchs dieser Funktionen erlangte die vom Ingenieur Otto Pichler 1953 aufgestellte Produktionsfunktion keine angemessene Beachtung in der Betriebswirtschaftslehre und erhielt in der Typologie keinen Buchstaben.

## Inhalt
Die Pichler-Produktionsfunktion geht von einem mehrstufig produzierenden Mehrproduktunternehmen aus, wobei die Input-Output-Beziehungen in Fertigungsstufen erfasst werden, in denen mehrere Input-Güterarten zu mindestens einer Output-Güterart kombiniert werden. Dabei stellt Pichler linear verlaufende Leitgrößen auf und unterscheidet zwischen den Durchsätzen {\displaystyle X,R} (Abhängigkeiten zwischen den Mengen der Güterarten) und betrieblichen Nebenbedingungen {\displaystyle E_{v}} (Abhängigkeiten der Gütermengen von technischen Eigenschaften) und gelangt zu der Durchsatzfunktion:
{\displaystyle (XR)=XR(X,R,E_{v})}.
Für die Transformationsfunktionen ergibt sich:
{\displaystyle f(X,R,E_{v})=0}.
Pichler untersuchte die chemische Industrie und verfasste außer der zitierten Quelle noch weitere Aufsätze zum Thema.

## Rezeption
Otto Pichler (1898–1965) versuchte, in Erweiterung der Ideen von Tjalling C. Koopmans (1951) und Leontief (1953), Gesetzmäßigkeiten der Produktion mit Hilfe der Durchsatzfunktionen zu erfassen und im Rahmen einer substitutionalen Produktionsfunktion abzubilden. Der Ingenieur Pichler sorgte mit seinem Aufsatz für eine Annäherung der Ingenieurwissenschaften an die Betriebswirtschaftslehre.